# Crawl
Il crawl è uno stile di nuotata consistente in un movimento quasi alternato delle braccia accompagnato ad una propulsione continua degli arti inferiori. In italiano, a livello linguistico si chiama "stile libero" tuttavia esiste un'ambiguità linguistica per la quale si preferisce l'inglesismo crawl.
Con stile libero, i regolamenti ufficiali stanno ad indicare la gara nella quale è possibile nuotare in qualunque stile, a discrezione del nuotatore, anche se, essendo il crawl lo stile di nuoto più propulsivo e al minor costo energetico, di fatto è l'unico usato nelle gare a "stile libero".
Il movimento si svolge prevalentemente con la testa al di sotto del livello dell'acqua, mentre si effettuano torsioni del busto ad ogni ciclo di bracciata (rollìo). Grazie alla sua tecnica di esecuzione, il crawl consente di respirare semplicemente riportando il capo in asse rispetto alle spalle, migliorando così la fluidità e la continuità del gesto, e defaticando i muscoli del collo. L'azione del rollio garantisce inoltre un aumento di ampiezza nella bracciata, la riduzione della superficie in attrito con l'acqua (una spalla e parte del busto rompono la superficie) e un aiuto all'azione muscolare degli arti superiori portando il corpo in appoggio sugli stessi nella fase di presa (che avviene con l'arto la cui spalla si trova invece poco sotto la superficie dell'acqua).
Esiste una differenza tra esecuzione didattica, mirata all'apprendimento, e tecnica: nel seguito si tratta una descrizione che esprime in parte una trattazione tecnica evidenziando quando possibile gli aspetti didattici.

## Descrizione del movimento

### Bracciata

Bracciata a crawl

La bracciata si può dividere in quattro fasi, che prendono il nome di appoggio/presa, trazione, spinta e recupero.
- Appoggio/presa: la mano entra in acqua dalla punta delle dita con un angolo acuto rispetto al piano dell'acqua. Nella fase di immersione scivola "appoggiandosi" sull'acqua con il gruppo polso - avambraccio -braccio "appoggiandosi" sull'acqua e andando a "prendere" la stessa per continuare la bracciata con la fase successiva. Tecnicamente questa azione mira a raccogliere l'acqua poi da spingere nel seguito e deve cominciare quando il braccio immerso è disteso come prolungamento delle spalle verso il punto più anteriore, con la mano però ad una profondità di alcuni centimetri (grosso modo 15–25 cm, come utile esempio si può far riferimento a quella in cui, grazie a tale posizione, si trova la zona anatomica posta tra l'ascella ed il vicino muscolo pettorale). La presa e raccolta dell'acqua può così avvenire, per esempio, con un primo movimento della leva formata da avambraccio-polso-mano verso il fondo e imperniato sull'articolazione del gomito che in questa prima fase rimane invece alla stessa profondità (tecnica della presa "a gomito alto", molto usata).
- Trazione: è la prima fase di propulsione attiva delle braccia. L'acqua prima raccolta con la mano, il polso e l'avambraccio deve essere "tirata" verso il tronco grazie anche al gomito ed il braccio che dunque "agganciano" e spostano una massa d'acqua (verso il basso, il lato esterno ma soprattutto dietro): la fase termina con il braccio all'altezza del petto. Durante la trazione si attivano anche le prime fasi del "rollìo": l'oscillazione alternata del tronco che condurrà la spalla immersa e con il braccio in trazione poi ad emergere e l'altra dunque ad immergersi.
- Spinta: è la fase più importante, quella che deve essere svolta in modo molto attento per non "perdere" l'acqua raccolta tirata in precedenza verso il tronco. Dalla fase di trazione la mano e l'avambraccio ruotano verso il centro del corpo di 45 gradi, poi tutto l'arto viene spinto verso la parte posteriore del corpo, la mano accompagna dunque l'acqua verso "dietro" con forza "esplosiva", mentre il braccio si tende in tale direzione, fino ad arrivare in prossimità della coscia dove esce dall'acqua. Contemporaneamente, in relazione alla velocità di nuotata, il braccio opposto è entrato in acqua ed è in fase di inizio di distensione.
- Recupero: una volta che la mano esce dall'acqua il gomito si piega e il braccio viene portato avanti con il gomito davanti alla spalla e con il braccio rilassato sia per non causare contratture muscolari che per "recuperare" lo sforzo della spinta, fino a quando la mano rientra in acqua e inizia un nuovo ciclo di bracciata.

La traiettoria della bracciata a stile libero, almeno in fase di apprendimento viene proposta per far disegnare alla mano una forma di "èsse" nella fase subacquea in modo che si peschi costantemente in acqua ferma: infatti se la bracciata fosse rettilinea, la mano spingerebbe un cilindro d'acqua già in movimento, perdendo in efficacia propulsiva. Tuttavia, questo approccio, che è apparso come un principio portante del nuoto per un lungo periodo, è attualmente poco utilizzata in favore della presa a "gomito alto" che determina un movimento simile ma più come effetto che come causa di una efficace tecnica. Studi fisici sosterrebbero infatti che l'avanzamento sia da ricercarsi nell'accelerazione della bracciata dalla presa fino alla spinta.

### Gambata

Immagine che mostra la gambata in questo stile

Le fasi della gambata sono invece due, la discendente e la ascendente. La fase di spinta avviene con la fase discendente, mentre la fase ascendente viene considerata come fase di recupero, anche se una leggera spinta avviene sempre. 
- Discendente: la gamba si flette all'altezza del bacino, con il ginocchio leggermente piegato; quando è immersa ad una profondità di 20-25 centimetri, si distende completamente andando a spingere con il piede che rimane sempre completamente disteso.
- Ascendente: la gamba torna in superficie con il tallone che deve uscire completamente dall'acqua lasciando immersa la punta.

La gamba viene mossa tutta e va articolata a livello del ginocchio, lasciando il piede nella posizione il più naturale possibile in modo tale che risulti muoversi come un pennello. Così facendo, il piede andrà ad assumere una posizione ruotata leggermente verso l'interno, in modo da agire sull'acqua tramite il dorso (analogamente ad una pinna) e non tramite il taglio.

### Coordinazione
Non esistono regole ideali e generali ma una buona successione dei movimenti ed una distribuzione dei pesi in acqua si concretizza in una nuotata efficiente. A livello agonistico si effettuano fino a 6-10 gambate per ciclo di bracciata nelle gare veloci, che si riducono anche a 2 gambate nelle gare di mezzofondo.
La respirazione si innesta in armonia con il movimento delle braccia e delle spalle: generalmente si effettua ogni due bracciate nelle gare di fondo e ogni quattro nelle gare veloci. La posizione della testa, quando non si prepara la respirazione, è parzialmente immersa con metà capo che guarda il fondo, nella parte leggermente anteriore. Il collo è rilassato. Una buona fase di spinta aumenta la propulsione che è favorita dall'altro braccio che "taglia" l'acqua per lo scivolamento.
In maniera elementare si può dire che le bracciate sono alternate in maniera quasi perfetta ("quando un braccio sale, l'altro scende", "quando un braccio esce dall'acqua, l'altro comincia a muoversi"), tale movimento è detto "in opposizione".
Tendenzialmente in altri casi il braccio disteso in acqua per la presa comincia a muoversi verso la trazione quando il polso del braccio emerso e in recupero arriva circa all'altezza della spalla. Questa tempistica, detta catch-up e didatticamente diffusa, porta ad ottenere un braccio in entrata in acqua in allungamento e l'altro in inizio di spinta: una conformazione quasi ad "L"; rispetto a ciò alcuni atleti però (tra cui l'australiano Grant Hackett) effettuano dei movimenti un lievemente disincronizzati in genere prolungando leggermente la fase di appoggio (il cosiddetto "successivo" o anche "recupero in avanti") per ottenere maggiore idrodinamicità, ovvero incrementare la velocità.
Lo sviluppo del crawl è del tutto personale ed acquisito con l'allenamento così anche come la sincronizzazione dei movimenti tra le diverse parti del corpo e delle fasi può essere leggermente anticipata o ritardata in base alla velocità natatoria ed alla frequenza di bracciata: alcuni velocisti infatti sono soliti cominciare la trazione di un braccio sin dalle ultime fasi della spinta dell'altro (movimento "in sovrapposizione").
Le terminologie dei movimenti sono comunque delle "tendenze" di ogni nuotatore a far prevalere una o un'altra modalità. Non sono regole perfette.

### Respirazione
Nel crawl la respirazione è determinante dell'intera tecnica di nuotata. La fase di inspirazione avviene con la bocca  quando il corpo si trova con le braccia in opposizione, uno in appoggio e disteso e l'altro che sta terminando la spinta con la mano quasi in uscita dall'acqua e con la testa che ha ruotato dal lato di quest'ultimo braccio: in questa posizione "principe" la bocca è libera; difatti l'avanzamento del capo provoca un avvallamento nel liquido sufficiente insieme all'avventura rotazione della testa per compiere una sicura inspirazione. La presa d'aria si conclude al più tardi con il passaggio del gomito ad altezza delle scapole; la testa ruota in senso inverso immergendosi completamente in acqua e soltanto nella fase terminale di questo movimento il braccio che era in presa/appoggio comincia la trazione.
L'espirazione avviene con la testa in acqua: si può effettuare sia con la bocca che con il naso. Dopo alcune bracciate il ciclo si ripete.
Particolare attenzione va data alla coordinazione della fase di respirazione con tutto il movimento ed alla distribuzione dei pesi. Alcuni suggerimenti 
nelle scuole di nuoto chiariscono di effettuare l'inspirazione quando il pollice sfiora la coscia; altri sono mirati a tenere le spalle controllate in tutte le fasi con la testa che si "corica" sul braccio in appoggio senza far affondare la spalla. Altri suggerimenti, anche in un contesto agonistico ed in base alla frequenza e velocità, sono di coordinare la rotazione della testa cominciando a girarla quando il braccio che termina il recupero è appena entrato in acqua (es. entra il polso sinistro in acqua, penso a girare la testa dal lato destro) o pochissimo prima, in altri casi è possibile attivare mentalmente la rotazione della testa verso il braccio già in trazione accompagnando il rollio con una torsione del collo: in ogni caso la testa gira sul suo asse verso il lato del braccio in spinta terminando il movimento poco prima che la mano da tale lato esca dall'acqua con metà viso immerso e metà all'esterno; l'espirazione può essere gestita sia in apnea piena con una fase esplosiva che libera l'aria poco prima di iniziare i movimenti per la fase di inspirazione, sia in maniera graduale mentre il viso si trova sott'acqua e continua la progressione delle bracciate. In definitiva le scelte coordinative possono essere diverse: i punti fermi sono la posizione "principe", l'inspirazione che deve essere veloce e inserita in una finestra temporale più limitata rispetto a quella dell'espirazione ed il graduale ritorno del viso totalmente in acqua.

### Regolamento
Non esiste un particolare regolamento per quanto riguarda il crawl, essendo uno stile che si effettua all'interno delle prove a stile libero, salvo comunque toccare regolarmente il bordo in virata e nell'arrivo durante una competizione.

## Introduzione alla didattica
In tutti gli stili esiste una netta distinzione tra l'esecuzione tecnica e l'esecuzione elementare. L'esecuzione tecnica riguarda quasi esclusivamente gli agonisti, garantisce un'ottima efficacia propulsiva ma richiede un notevole impegno muscolare e sviluppate capacità coordinative. L'impiego di questa nuotata da parte dei principianti risulta pertanto controproducente: il più delle volte si manifestano una diminuzione dell'ampiezza della bracciata (minor propulsione), scoordinazione e movimenti inefficaci. Inoltre la forza richiesta dai gesti tecnici la rende inappropriata quando l'apparato locomotore è in via di sviluppo (bambini). 
Per ovviare a queste problematiche si insegna ai principianti una nuotata elementare che, sebbene non massimizzi le masse d'acqua spostate, consente di nuotare in modo efficace.